# الحمرية (دبي)
الحمرية هو حي يقع في إمارة دبي في الإمارات العربية المتحدة ويبلغ عدد سكانها 15,104 نسمة. ووصل عدد السكان في العام 2023 إلى (39,228) نسمة بكثافة سكانية تعادل (47,382) فرد/كم² بحسب بيانات مركز دبي للإحصاء. تقع الحمرية في بر دبي بالقرب من خور دبي بجوار حي الفهيدي التاريخي، وبالقرب من الكرامة والمنخول والشندغة، وهي تعتبر منطقة سكنية وتضم عدد من العقارات التجارية، تضم المنطقة مجموعة من المعالم البارزة مثل متحف الأوهام، وممشى السيف ومتحف مدينة دبي القديمة. وتعتبر محطة مترو برجمان أقرب محطة مترو إلى المنطقة تمت تسمية المنطقة نسبة إلى الحمرية في الشارقة لأنه سكنها أفراد من تلك المنطقة في الماضي.